# Тукуме

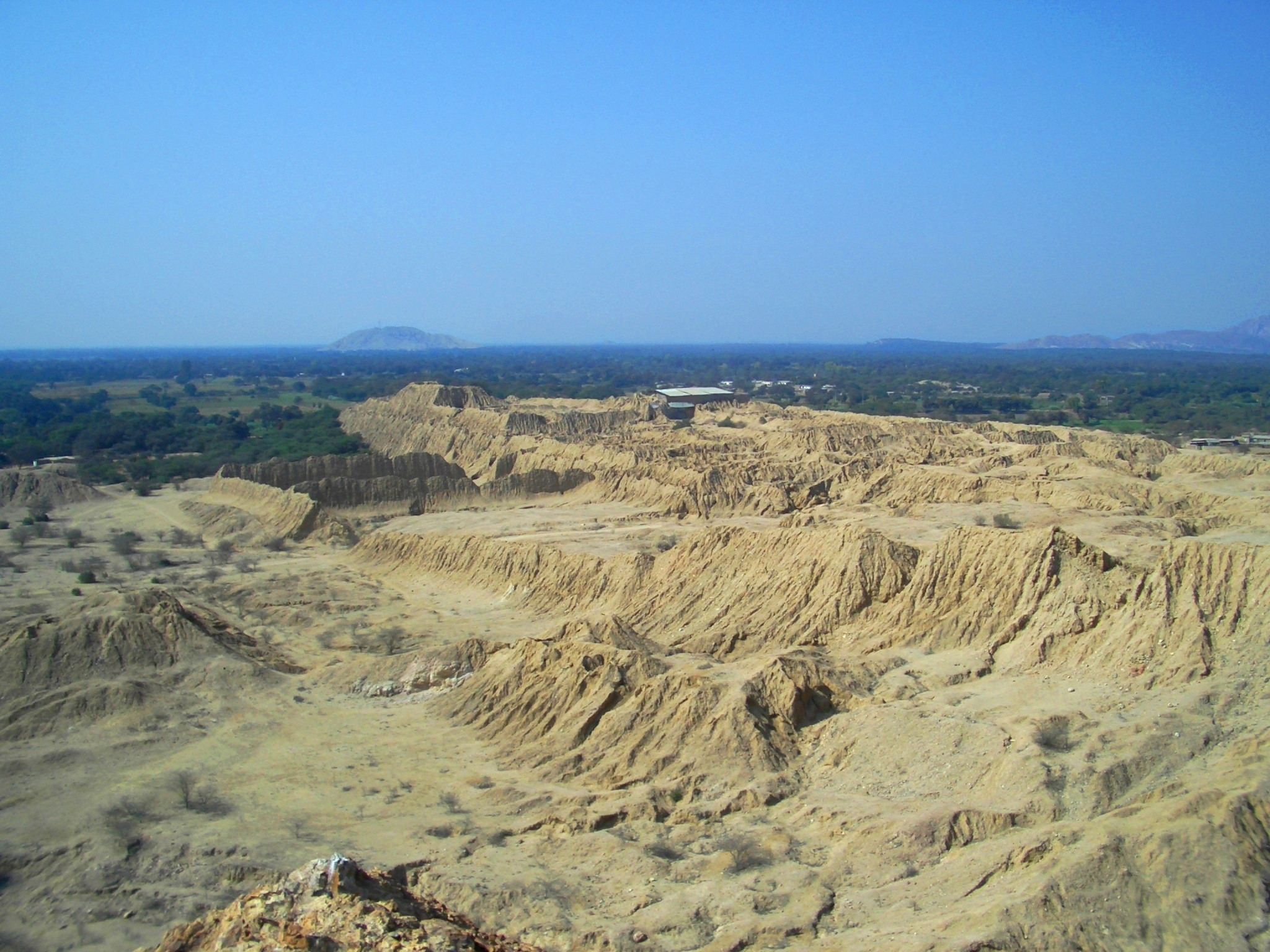
Кам'яні піраміди в Тукуме

Тукуме (Túcume) серед місцевих жителів також називається Чистилище (ісп. Purgatorio) — назва серії скелястих пірамід природного походження, могил та інших археологічних залишків в долині Ламбаєке біля гори Ла-Райян на південь від річки Ла-Лече в окрузі Тукуме провінції Ламбаєке регіону Ламбаєке в Перу. У цій найбільшій долині Перу знаходиться безліч як природних, так і штучних водних каналів і близько 250 пірамід, із яких найбільшої є Уака-Ларга довжиною 700 м, шириною 280 м і висотою 30 м.
Тукуме являв собою регіональний центр, в якийсь час, можливо, також був і столицю стародавньої культури Ламбаєке в період з 800 по 1300 рр. н. е., культури Чиму в період 1350—1450 рр. н. е. і культури інків в період 1450—1532 р.н. Місцеві шамани-цілителі курандеро приписують Тукуме і горі Ла-Райян цілющу силу і організують навколо них своїх ритуали, а місцеві жителі побоюються цих місць.
Піраміди Тукуме були відкриті випадково скарбошукачами, які шукали в цих місцях золото. Німецький інженер і етнограф Генріх Брюнинг в 1894 році почав вивчення цих пірамід.